# Paramètres de Stokes
Pour les articles homonymes, voir Paramètre (homonymie) et Stokes.
Les paramètres de Stokes sont un ensemble de quatre valeurs qui décrivent l'état de polarisation d'une onde électromagnétique (dont notamment la lumière visible). Ils doivent leur nom à George Gabriel Stokes qui les a introduits en 1852.  
Les paramètres sont souvent notés sous forme d'un vecteur, le vecteur de Stokes, et s'expriment en fonction de l'intensité totale du faisceau, son taux de polarisation et des paramètres liées à la forme de l'ellipse de polarisation. Ils permettent de décrire la lumière non polarisée, partiellement polarisée et totalement polarisée. En comparaison, le formalisme de Jones ne permet de décrire que la lumière totalement polarisée. De plus, cette représentation est particulièrement adaptée à l'expérience car chaque paramètre correspond à une somme ou une différence d'intensités facilement mesurables.
L'effet d'un système optique sur la polarisation de la lumière peut être déterminé en construisant le vecteur de Stokes pour la lumière incidente et en utilisant les matrices de Mueller pour obtenir le vecteur de Stokes de la lumière en sortie du système.

## Principe
On rassemble habituellement les paramètres de Stokes dans un vecteur, le vecteur de Stokes : 
{\displaystyle {\vec {S}}\ ={\begin{pmatrix}S_{0}\\S_{1}\\S_{2}\\S_{3}\end{pmatrix}}={\begin{pmatrix}I\\Q\\U\\V\end{pmatrix}}}
On peut voir les paramètres de Stokes comme trois intensités généralisées. 
- {\displaystyle I} : l'intensité totale mesurée, strictement positive,
- {\displaystyle V} : l'intensité de polarisation circulaire, qui peut être positive ou négative selon le sens de rotation,
- {\displaystyle L\equiv Q+iU\equiv |L|e^{i2\theta }} : l'intensité de polarisation rectiligne, nombre complexe qui rend compte de l'inclinaison {\displaystyle \theta } de la direction de polarisation.

Pour une lumière cohérente et purement monochromatique, on peut montrer que 
{\displaystyle Q^{2}+U^{2}+V^{2}=I^{2}}
Pour un faisceau incohérent et partiellement polarisé, les paramètres de Stokes sont définis comme des valeurs moyennes. L'équation précédente devient alors une inégalité : 
{\displaystyle Q^{2}+U^{2}+V^{2}=I_{p}^{2}\leq I^{2}.}
Le rapport {\displaystyle I_{p}/I} est appelé taux de polarisation.

## Définitions
On peut donner plusieurs définitions des paramètres de Stokes selon la manière dont on décrit l'état de polarisation de la lumière.
Une onde plane monochromatique est caractérisée par son vecteur d'onde {\displaystyle {\vec {k}}} et les amplitudes complexes de son champ électrique {\displaystyle E_{1}} et {\displaystyle E_{2}} décrit dans une base {\displaystyle ({\hat {\epsilon }}_{1},{\hat {\epsilon }}_{2})}. Une autre possibilité est de préciser son vecteur d'onde, la phase {\displaystyle \phi } et l'état de polarisation {\displaystyle \Psi } où {\displaystyle \Psi } est la courbe dessinée par le champ électrique dans un plan fixe. Les états de polarisation les plus courants sont les polarisations rectiligne et circulaire, qui sont des cas particuliers de l'état général qui est une ellipse.

### Avec les composantes du champ électrique
Les paramètres de Stokes sont définis en fonction des composantes du champ électrique par
{\displaystyle {\begin{matrix}I&\equiv &|E_{x}|^{2}+|E_{y}|^{2}&(=|E_{a}|^{2}+|E_{b}|^{2}=|E_{l}|^{2}+|E_{r}|^{2})\\Q&\equiv &|E_{x}|^{2}-|E_{y}|^{2}&\\U&\equiv &|E_{a}|^{2}-|E_{b}|^{2}&\\V&\equiv &|E_{l}|^{2}-|E_{r}|^{2}&\end{matrix}}}
où les indices renvoient à trois bases : la base canonique du repère cartésien ({\displaystyle {\hat {x}},{\hat {y}}}), la même base tournée de 45° ({\displaystyle {\hat {a}},{\hat {b}}}) et une base « circulaire » ({\displaystyle {\hat {l}},{\hat {r}}}). La base circulaire est définie de telle sorte que {\displaystyle {\hat {l}}=({\hat {x}}+i{\hat {y}})/{\sqrt {2}}}. La figure suivante montre comment les signes des paramètres de Stokes sont reliés au sens de rotation et à l'orientation du demi-grand axe de l'ellipse.
Il est également possible d'exprimer les paramètres de Stokes dans chacune des trois bases seules. Dans la base ({\displaystyle {\hat {x}},{\hat {y}}}), les paramètres de Stokes sont donnés par
{\displaystyle {\begin{matrix}I&=&|E_{x}|^{2}+|E_{y}|^{2},\\Q&=&|E_{x}|^{2}-|E_{y}|^{2},\\U&=&2\,{\mbox{Re}}(E_{x}E_{y}^{*}),\\V&=&-2\,{\mbox{Im}}(E_{x}E_{y}^{*}),\\\end{matrix}}}
Dans la base {\displaystyle ({\hat {a}},{\hat {b}})}, les expressions deviennent 
{\displaystyle {\begin{matrix}I&=&|E_{a}|^{2}+|E_{b}|^{2},\\Q&=&-2\,{\mbox{Re}}(E_{a}^{*}E_{b}),\\U&=&|E_{a}|^{2}-|E_{b}|^{2},\\V&=&2\,{\mbox{Im}}(E_{a}^{*}E_{b}).\\\end{matrix}}}
et dans la base {\displaystyle ({\hat {l}},{\hat {r}})} :
{\displaystyle {\begin{matrix}I&=&|E_{l}|^{2}+|E_{r}|^{2},\\Q&=&2\,{\mbox{Re}}(E_{l}^{*}E_{r}),\\U&=&-2\,{\mbox{Im}}(E_{l}^{*}E_{r}),\\V&=&|E_{l}|^{2}-|E_{r}|^{2}.\\\end{matrix}}}

### En fonction des paramètres de l'ellipse

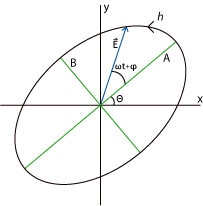
Ellipse de polarisation et ses grandeurs caractéristiques

Une façon de décrire la polarisation est de donner le demi grand axe et le demi petit axe de l'ellipse de polarisation, son orientation et le sens de rotation. On passe des paramètres de l'ellipse de polarisation aux paramètres de Stokes à l'aide des expressions suivantes :
{\displaystyle {\begin{matrix}I_{p}&=&A^{2}+B^{2},\\Q&=&(A^{2}-B^{2})\cos(2\theta ),\\U&=&(A^{2}-B^{2})\sin(2\theta ),\\V&=&2ABh.\\\end{matrix}}}
et inversement :
{\displaystyle {\begin{matrix}A&=&{\sqrt {{\frac {1}{2}}(I_{p}+|L|)}}\\B&=&{\sqrt {{\frac {1}{2}}(I_{p}-|L|)}}\\\theta &=&{\frac {1}{2}}\arg(L)\\h&=&\operatorname {sgn}(V).\\\end{matrix}}}

### En coordonnées sphériques
Cette représentation s'appuie sur une paramétrisation différente de l'ellipse.
{\displaystyle {\begin{aligned}S_{0}&=I\\S_{1}&=Ip\cos(2\psi )\cos(2\chi )\\S_{2}&=Ip\sin(2\psi )\cos(2\chi )\\S_{3}&=Ip\sin(2\chi )\end{aligned}}}
Ici, {\displaystyle Ip}, {\displaystyle 2\psi } et {\displaystyle 2\chi } sont les coordonnées sphériques de l'état de polarisation dans l'espace à trois dimensions des trois derniers paramètres de Stokes. Le facteur 2 devant {\displaystyle \psi } représente le fait qu'une ellipse ne peut pas être distinguée de son image par une rotation de 180°, tandis que le facteur 2 devant {\displaystyle \chi } indique qu'une ellipse ne peut pas être distinguée de son image par une inversion de ses deux axes suivie d'une rotation de 90°. Les quatre paramètres de Stokes sont parfois notés I, Q, U et V respectivement.
Si on donne les paramètres de Stokes, on peut résoudre le problème inverse et retrouver les coordonnées sphériques grâce aux équations suivantes :
{\displaystyle {\begin{aligned}I&=S_{0}\\p&={\frac {\sqrt {S_{1}^{2}+S_{2}^{2}+S_{3}^{2}}}{S_{0}}}\\2\psi &=\mathrm {arctan} {\frac {S_{2}}{S_{1}}}\\2\chi &=\mathrm {arctan} {\frac {S_{3}}{\sqrt {S_{1}^{2}+S_{2}^{2}}}}\\\end{aligned}}}

## Exemples
On donne ci-dessous quelques vecteurs de Stokes pour des états de polarisation usuels de la lumière.
| Polarisation                         | Vecteur de Stokes                                            | Polarisation          | Vecteur de Stokes                                         |
| ------------------------------------ | ------------------------------------------------------------ | --------------------- | --------------------------------------------------------- |
| rectiligne horizontale               | {\displaystyle {\begin{pmatrix}1\\1\\0\\0\end{pmatrix}}}     | rectiligne verticale  | {\displaystyle {\begin{pmatrix}1\\-1\\0\\0\end{pmatrix}}} |
| circulaire gauche                    | {\displaystyle {\begin{pmatrix}1\\0\\0\\-1\end{pmatrix}}}    | circulaire droite     | {\displaystyle {\begin{pmatrix}1\\0\\0\\1\end{pmatrix}}}  |
| rectiligne à {\displaystyle \pm }45° | {\displaystyle {\begin{pmatrix}1\\0\\\pm 1\\0\end{pmatrix}}} | Lumière non polarisée | {\displaystyle {\begin{pmatrix}1\\0\\0\\0\end{pmatrix}}}  |